# Замок канатний
Замо́к кана́тний — в технологіях і техніці буріння — пристрій для приєднання каната до бурового снаряда. 
Канатні замки поділяють на прості та вільно обертові.
Найпоширеніші канатні замки з самообертовою втулкою, в якій закріплюється кінець каната. Пружні властивості останнього і наявність втулки забезпечують періодичні повороти снаряда і формування вибою круглої форми. Маса канатних замків становить від 377 до 127 кг.